# Pasarilla del Rebollar
Pasarilla del Rebollar es una localidad en la provincia de Ávila, España. Antiguamente fue conocida como Pasarilla del Revollar, pero cambió su nombre al actual en el censo de 1857, año en que la localidad se incorporó al municipio de Valdecasa.
La localidad está situada a unos 30 km de Ávila por la carretera de Muñico (AV-110). A una altitud de 1300 m s. n. m.,[cita requerida] el pueblo se encuentra a los pies del cerro de Gorría, el punto de mayor altitud de la sierra de Ávila.

## Geografía
Pasarilla del Rebollar se encuentra  en las estribaciones noroeste del cerro de Gorría, El Tío Blanco para los vecinos de Pasarilla, la cota más alta de la sierra de Ávila con 1726 m de altitud. Pero además está rodeado de otros cerros, como la Laera al sur, coronada por el Risco El Cabo, una montaña, como aquella a la que “los dioses habían condenado a Sísifo a subir sin cesar  una roca hasta su cima desde donde la piedra volvía a caer por su propio peso”.  Al sureste del pueblo existen otras dos riscas, la de En Medio –Los Collaillos-, y la de Abajo –Los Cercados.

## Historia

### Pasarilla del Rebollar en la época medieval. Sus orígenes
Pertenece Pasarilla al grupo de aldeas que se fundaron en torno a 1087 y 1089, durante la repoblación dirigida y organizada por Raimundo de Borgoña (1070-1107) por encargo de Alfonso VI. La repoblación  se realiza con habitantes de Cincovillas y Covaleda en las estribaciones de Los Picos de Urbión, en la confluencia de las provincias de Logroño, Burgos y Soria. Algunos de estos habitantes llegaron a las estribaciones de las cotas más altas de la sierra de Ávila, donde entre otras aldeas levantarían, Pasarilla del Rebollar, entonces con el nombre de Paleciana; pero que en el año 1250 entre los núcleos de población existentes en la diócesis de Ávila aparece ya con el nombre de Pasarilla del Rebollar.
Parece que la mayoría de estos repobladores tenían su origen en zonas montañosas, con suelos poco aptos para el cultivo; esta circunstancia, por lo que se refiere al territorio de Pasarilla, explica tanto el asentamiento, como la explotación agrícola ganadera que perduró hasta épocas tan cercanas como la década de 1960, en que la imposibilidad de sustituir las yuntas de vacas y el arado romano por los tractores provocó un cambio radical en el paisaje agrícola. A aquel paisaje agrario tuvo que corresponder una economía de tipo mixto de agricultura y ganadería. Un paisaje que venía definido por el pueblo, las tierras cultivadas, algunos huertos para cultivar hortalizas, prados hondos y húmedos, susceptibles de ser segados con guadaña, y  los pastizales, terrenos susceptibles solamente de ser aprovechados a diente por el ganado.
En época muy temprana, parece ser que en el siglo XII, surgen alrededor de los pueblos los campos de lino, los linares, en suelos fértiles de la zona periurbana, susceptibles de ser regados. En Pasarilla hoy persiste el nombre de Los Linares, así como la infraestructura para regarlos, esto es, la regadera, que tomaba el agua en Las Chorreras, y que después de haber desaparecido el cultivo del lino, se utilizaba en primavera para regar los prados que habían sustituido a aquel cultivo. De la misma forma perdura el nombre de El Cantolino, en cuyas lanchas se extendía el lino a secar después de haberlo lavado.
El sector comercial se iría desarrollando a medida que se generalizó la utilización del dinero en torno a 1180. En época muy temprana tuvo lugar la transformación del paisaje natural en paisaje agrario. Sin embargo parece que las innovaciones en los métodos de trabajo y en las dotaciones de aperos de labor fueron muy escasas o prácticamente inexistentes. Entre 1250 y aproximadamente 1350 aparecen en el Cabildo de Rioalmar y cercanos a Pasarilla, entre otros, en 1284 Viniegra, en 1261 Vadillo, en 1301 Cillán y Chamartín, y en 1343 Valdecasa.
Por lo que se refiere a las formas de trabajo de la tierra y el de los niveles técnicos del instrumental agrícola, el trabajo humano era el factor esencial de la productividad en los diferentes tipos de cultivo. Además de las faenas de siembra y recolección y otras de menor entidad, el cultivo del cereal requería un trabajo humano constante. Las tierras de cereal, antes de la siembra, requerían al menos tres vueltas de arado: alzar, binar y terciar, actividades que ni tan siquiera con la utilización de tractores han cambiado de nombre. Después de la primera vuelta de arado obligatoria, generalmente consistente en el alzado de los rastrojos, las explotaciones recibían otras dos vueltas de arado, binar y terciar respectivamente.
Por lo que se refiere al utillaje agrícola en el laboreo de las tierras ni era muy variado ni de un alto nivel técnico. Se trataba de útiles sencillos y tradicionales, relacionados con el trabajo directo de los campos, que componían el complejo de herramientas y aperos de labranza. Prácticamente para todas las faenas agrícolas, aparte de las herramientas menores, como azadas, hoces y guadañas, horcas y horcones, se usaban las yuntas de bueyes o de vacas, arados romanos, carros con llantas de hierro, y trillos de madera dotados de piedras de pedernal y sierras metálicas. Un utillaje que en Pasarilla no cambió nunca. En cuanto a la rotación de los cultivos, todos de secano, lo característico era el cultivo al tercio, o incluso más extensivo, esto es, barbecho, siembra y tornasiembra (Ángel Barrios García, Estructuras Agrarias y de poder en Castilla. Ejemplo de Ávila (1085-1320), 2 Volúmenes. Ediciones Universidad de Salamanca; Institución Gran Duque de Alba. Salamanca, 1984. Vol.1, pp. 128-132, 144, 148, 154, 158-163. 168-169; Vol. 2, pp. 16-22, 45-46, 51, 61, 93-101, 109-114, 116).

### Catastro del marqués de la Ensenada
Otro hito de capital importancia para reconstruir la historia de Pasarilla del Rebollar lo constituye el Catastro del Marqués de la Ensenada. Desde 1749 se realizó en los 15000 lugares con que contaba la Corona de Castilla. El Catastro se realizó de acuerdo con el Real Decreto de su Magestad, para que con arreglo a la instrucción, formularios, y planes que le acompañan, se averiguen los efectos, en que puede fundarse una sola Contribución, para el mayor alivio de sus Vassallos, en lugar de las que componen las Rentas Provinciales.
El Catastro supuso una minuciosa averiguación a gran escala de sus habitantes, propiedades territoriales, edificios, ganados, oficios, rentas, incluidos los censos. Se realizó mediante la cumplimentación  de un cuestionario que tenía 40 preguntas, que debían ser contestadas por los vecinos. Tal vez el que el censo pertenezca a la época preestadistica la información que trasmite es imprecisa y a veces no completamente fiable. No coinciden, a veces, los apellidos e incluso nombres en los diferentes listados. Por ejemplo, el listado de “Matricula de las personas de  Comunión, Confesión y Párbulos que ay en este lugar de Pasarilla del Rebollar de 31 de julio de 1751”, en que aparecen 15 casas, un total de 89 habitantes, 31 menores de 7 años; pues bien, este listado no coincide exactamente con el listado de Vecinos, un total de 19 vecinos, que contabilizando los criados llegan a 79 habitantes; aquí aparecen 3 viudas y un labrador soltero.
De cualquier forma, el Catastro proporciona información suficiente sobre la situación socioeconómica de Pasarilla, información que si la comparamos con la mucho menos precisa, que hemos extraído del trabajo de Ángel Barrios, podemos concluir que tanto el sistema de explotación de la tierra, los diferentes cultivos, así como el manejo del ganado no habían variado mucho desde 1250, pasando por mediados del siglo XVIII, según nos muestra el Catastro de Ensenada hasta el paisaje agrícola-ganadero, que se podía contemplar en Pasarilla a principios de la década de 1960. 
Pero volvamos al Catastro. Según este documento aparece diametralmente claro que la dehesa de Reoyo pertenece al término municipal de Pasarilla del Rebollar, y fue gente de Pasarilla la que explotaba parte de las tierras de Reoyo hasta principios de la década de 1950.
Por lo que se refiere a los cultivos, aparte de algunas hortalizas, para el consumo familiar, cultivadas en pequeñas parcelas de regadío, las cosechas eran de trigo, centeno, algo de cebada, algarrobas y garbanzos. Aparece igualmente reseñado, en las parcelas de regadío cercanas al núcleo  urbano – los linares, la fuente y el reguejal- el cultivo de lino.
En cuanto al ganado, además de las yuntas utilizadas para las tareas agrícolas, vacas y bueyes fundamentalmente, la mayor cabaña era la de ovino, seguida del ganado vacuno, cabras, bestias menores, esto es, asnos, ganado caballar, y de cerda, sin duda para la matanza; aparecen reseñadas 17 colmenas propiedad de los vecinos. Había 16,5 vecinos, con inclusión de tres viudas. No existía ni alquería ni casa de campo. Existen 21 casas habitables. No existen pobres de solemnidad. El tamaño de las familias era de unas cinco personas de media.

### El Diccionario de Madoz
Entre 1845 y 1850 se publica el Diccionario Geográfico- Estadístico- Histórico de Pascual Madoz, editado en Madrid. En el volumen correspondiente a Ávila figura:
Pasarilla del Rebollar: lugar con ayuntamiento de la provincia y diócesis de Ávila a cuatro leguas y media. Situado en la inmediación de un  Cerro llamado Montote, que domina toda la montaña alta y baja y circumbalado de cerros... tiene 30 casas de inferior construcción y una iglesia parroquial (San Pedro Apóstol), aneja a la de Muñico, cuyo párroco la sirve. ... Los vecinos se surten de agua para sus usos, de las de varias fuentes que hay en las inmediaciones del pueblo. ... Comprende varios huertos, bastantes canteras de piedra berroqueña, 3 dehesas en las que se halla tierra labrantía, buenos pastos y abundancia de roble y encina; varios prados con bastante yerba, que proporciona regular pasto para los ganados; y de las muchas fuentes que brotan en él se forman diferentes arroyuelos, cuyas aguas se utilizan para el riego de los huertos. ... Se produce centeno, patatas y legumbres; mantiene bastante ganado lanar y vacuno, de cerda y alguna cabra; y cría caza de conejos y perdices. ... el comercio está reducido a la exportación de lo sobrante, importación de los artículos de que se carece. Tiene una población de 17 vecinos, 71 almas. Una capacidad productiva de 438.325 reales.
Pasarilla del Rebollar desaparece como municipio entre el censo de 1842 y 1857, en que se integra en el municipio de Valdecasa (INE, Alteraciones de los municipios en los censos de población desde 1842) 

### El final de lo que fue Pasarilla a lo largo de la Historia
A principios de la década de 1950 la mayoría del término municipal estaba cultivado, aunque casi todo era cultivo extensivo; del espacio cultivado la mayor parte lo ocupaban las tierras de labor, otra parte menor la ocupaban las praderas, la mayoría susceptibles de ser segadas para heno, y otra parte significativa eran tierras incultas, los cerros, que no eran susceptibles de ningún tipo de cultivo. Las tierras de labor, según el grado de fertilidad eran de tres clases, y el  grado de fertilidad determinaba también la intensidad de los cultivos. El sistema de explotación era el de cultivo al tercio o de tres hojas, denominadas barbecho, siembra y  tornasiembra; y solo en Las Mayordomas existía la hoja descanso en erial o eriazo.
El barbecho consistía en preparar la tierra a lo largo del año para la siembra del año siguiente; se araba la tierra con arado romano, tirado por yunta de vacas, generalmente tres veces; como hemos visto más arriba, la primera vez se llamaba alzar, la segunda binar y la tercera, cuando tenía lugar, se llamaba terciar. En la hoja de siembra en las tierras más fértiles se cultivaba trigo o cebada y en las tierras menos fértiles centeno. En la hoja de tornasiembra prácticamente todas las tierras se sembraban de algarrobas, una leguminosa que se utilizaba como pienso, molida y mezclada con paja de trigo para las vacas, y entera mezclada con su misma paja para las ovejas; raras veces en las tierras más fértiles se repetía el cereal, generalmente centeno. En el caso de Las Mayordomas, donde las tierras son muy livianas, tras el barbecho se sembraba centeno, en lugar de tornasiembra se dejaba que descansara la tierra y en esto consistía el eriazo.
El término municipal, con una extensión de en torno a quinientas hectáreas, estaba dividido en tres hojas de cultivo: la hoja de abajo, situada en la parte norte del pueblo, con una raya claramente señalada denominada así la raya de la hoja; lindaba al oeste con la dehesa de Brieva,  al norte con el término de Cillán, al este con el Término de Narrillos por Los Quemados, huertos de las Pedreras, raya de la hoja de en medio, entre tierras del Mojado y tierras de la Reguera, huertos del río y de La Calzada, y viejo carril de La Calzada, esto es, la hoja de en medio, al  sur con  el pueblo y cerro del Berrocal. La hoja de arriba se sitúa en la parte sur del pueblo, limita al norte con el pueblo y el cerro del Berrocal, al oeste con la dehesa de Brieva y Las Navas; al sur con el término de Valdecasa; y al este con la hoja que vamos a llamar de en medio; la raya iba por Las Costeras hasta Navalengua, por los huertos de Los Cercados, la regadera, huerto de la Lanchalobo de Bonifacio, huerto de tío Catalino, carril hasta el huerto Mediero. La hoja de en medio se sitúa en la parte este del pueblo, limita al norte con el término de Narrillos por Navarredonda; al este  desde El Piruelo hasta Las Carboneras con el término de Narrillos; al sur con el término de Valdecasa y los huertos de Montote, al oeste desde Las Mayordomas al pueblo con la hoja de arriba, y desde el pueblo hasta los Quemados con la hoja de abajo.
En cada hoja existen diversos sitios conocidos por sus respectivos nombres. Comenzamos en  la hoja de abajo, por el norte, de este a oeste: Los Quemados, El Alto, Las Canalizas, El Rondillo, El Gallaron, Los Charcos, Cespeosa, El Berroco, La Escampaa, El Mojado, Las Pedreras, La Calzada, Navafelipe, Prado de Juan Muñoz, El Berrocal, Los Lindones, El Holgadillo, Lancha Pasarilla, La Concha, Las Heras, Los Corralejos. En la hoja de arriba, comenzamos por  el norte, de oeste a este, El montecillo, Los  Castrejones, El Gorgocil, Las Esterrillas, El Pasadero, La Huyuela, El Reguejal, Los Rasillos, Los Cerrados, El Cerro, La Roza, El Espesal, La Dehesa, La Mata Redonda, El Cantolino, El Risco Palomino, Navalengua, Los Cercados, La Lanchalobo, Los Collaillos, Las Mayordomas, Montote, El Llano, La Barráncana, La Montiña, Las Deblas, Los Poyos. En la hoja de en medio, comenzamos por el norte, Navarredonda, El Piruelo, La Reguera, Matalasmesas, Los Arroyos, El Arbejal, Lindones de la Lancha el Mojón, La Majailla, La Concha, El Herrenal de Esteban, Las Costeras, El Linarejo, La Meona, La  Oncina, La Casa la Ygriega, Cagayeguas, Las Chorreras, Las Mayordomas, Las Carboneras.
Este sistema de cultivo era realizado con tracción animal, la mayor parte de las faenas con yuntas de vacas, sobre todo las más pesadas, esto es, labores de barbecho y el uso del carro de llantas de hierro, el acarreo; otras faenas en principio más livianas, como la siembra, el aricar y la trilla se realizaban con yuntas de yeguas, más rápidas que las de vacas.
La mayor extensión de tierras cultivadas tiene lugar en torno a 1950;  cuando se roturaron tierras en las que habían crecido chujarras, una planta endémica de los cerros y zonas altas del término, abundante también en los cerros de Narrillos, Valdecasa y Grajos, además de ramos verdes e incluso piornos; la existencia de montones de cantos indica que aquellas tierras habían estado cultivadas con anterioridad, pero los cantos cubiertos de musgo, y la abundancia y el tamaño de las plantas arbustivas mencionadas nos advierten de que eso debió de ocurrir hacía muchos años. El huerto de La Lanchalobo, las tierras de La Barráncana y las tierras de Las Mayordomas por encima de los huertos, Las Carboneras, cerca de Los Corrales fueron roturadas. Estas roturaciones y la consiguiente extensión de los cultivos coincidieron con la política de subvenciones al cultivo de cereales, debido a la preocupación del régimen autárquico de ser autosuficiente como consecuencia del aislamiento exterior del régimen del general Franco.
Hasta principios de la década de 1960 todos los cultivos se realizan a mano o con tracción animal. Los cereales se segaban con hoz y los prados con guadaña. Los primeros intentos de mecanización comienzan con unas segadoras de hierba tiradas por yuntas de vacas, luego sustituidas por segadoras autopropulsadas, las famosas “Bertolines”, así se denominaban con independencia de la marca. Paralelamente se utilizaban máquinas de limpiar, separar la paja del grano, movidas por pequeños motores de gasolina, generalmente de marca  Campeón.  Cuando llegan los tractores, se produce el inicio de la desaparición de los cultivos por las dificultades del suelo. A partir de aquí, al quedar todo el término sin cultivar, los tractores son utilizados  para segar los prados mediante la adaptación de un peine, faenas de transporte y manejo de paquetes de heno y paja.
Pero Pasarilla siempre fue un pueblo de ganaderos trashumantes fundamentalmente de ovejas. Los rebaños de más de 150 ovejas solían pasar los inviernos en las dehesas de Extremadura; esta forma de manejo del ganado implicaba algún ritual; las yeguas acompañaban a los rebaños y eran las encargadas de transportar el jato, esto es, las escasas pertenencias de los pastores, que en el mejor de los casos tardarían diez o doce días en llegar a su destino, eso si no se metía el tiempo de agua y no se adelantaba la paridera, más los cinco o seis meses de estancia en la dehesa. Era una auténtica ceremonia el día de despedida de las ovejas, la fecha solía ser entre la última semana de octubre y primera de noviembre, como todas las despedidas tenía algo de nostálgico; más alegre era la espera el día de la llegada a la vuelta, la nostalgia de la despedida se convertía en regocijo por la vuelta y las novedades del rebaño, las nuevas corderas y corderos que se habían dejado para sementales, tal vez algún mastín nuevo, o algún potro a medias de pelechar.
Los pequeños rebaños de ovejas, en torno a 200 cabezas, constituían la parte más importante de la economía familiar. Las ovejas necesitaban cuidado de día y de noche. Había que cuidarlas de día porque conseguían el alimento necesario pastando en el campo, campos abiertos; y también había que cuidarlas de noche porque dormían siempre en el campo en una especie de corral, que se llamaba re, hecha de teleras; la re se colocaba en las tierras de la hoja de barbecho y se cambiaba todos los días y era la forma más natural, eficiente y barata de abonar la tierra; junto a la re siempre había un bardo, donde dormían los pastores sobre un saco de paja y arropados con las famosas mantas de Pedro Bernardo, porque había que proteger a las ovejas de los lobos.
Pasarilla posiblemente no tenga ningún parecido con Comala, el lugar donde vivía Pedro Paramo, el señor que da nombre a la novela de Juan Rulfo, una novela que cuando García Márquez “se sumergió en ella no pegó ojo hasta agotar su segunda lectura”. En Pasarilla nunca hace calor, y Comala “está sobre las brasas de la tierra, en la mera boca del infierno”. Pero  “el pueblo, que se ve tan solo, como si estuviera abandonado,… las casas vacías; las puertas desportilladas, invadidas de yerba,… una plaga que nomás espera que se vaya la gente para invadir las casas…”, recordaban la hierba por las calles, las casas abandonadas y los tejados hundidos de Pasarilla. Algo parecido ocurre con Macondo, esa “aldea de veinte casas de barro y cañabrava” de Cien años de soledad  de Gabriel García Márquez; Macondo nos lleva a las treinta casas de piedra, techos de ramos y tejas, y algunas todavía con suelos de tierra, de Pasarilla. Lo mismo ocurría con aquella “comunidad minúscula y primitiva, autárquica, en la que existe igualdad económica y social”. Pasarilla durante mucho tiempo fue una pequeña comunidad autárquica, en que cada familia producía  lo que necesitaba para vivir; para las pequeñas compras apenas se utilizaba dinero ya que se pagaban con huevos de gallina, una especie de bien de lujo, reflejado en aquel “cuando seas padre comerás huevos…”. En Pasarilla no había  peleas de gallos, al menos organizadas, pero los gallos aunque por libres sí se peleaban y a veces de forma muy cruenta; tampoco había  otro tipo de competiciones, salvo algunas veces peleas de perros.
En Pasarilla hubo algunos personajes estrafalarios o marginales. Oír hablar del tío Tintes, un solitario borrachín que esnifaba tabaco, que él mismo cultivaba, que murió en plena calle y se veló su cadáver en la fragua, hoy completamente en ruinas. La historia de Quilino, su mujer Emilia y sus hijos es demasiado trágica como para traerla aquí.
Pasarilla lleva agonizando demasiado tiempo, mientras que en la mayoría de los pueblos los que se fueron en busca de mejores niveles de vida volvieron a pasar las vacaciones y se construyeron casas nuevas, por razones que no vienen a cuento esto no ocurrió en Pasarilla, apenas queda gente y las ruinas se van extendiendo como una mancha de aceite.